# إرنست فوكس نيكولز
إرنست فوكس نيكولز (بالإنجليزية: Ernest Fox Nichols) (و. 1869 – 1924 م) هو فيزيائي، وأستاذ جامعي من الولايات المتحدة الأمريكية . ولد في مقاطعة ليفينوورث (كانساس) .
وكان عضواً في الأكاديمية الوطنية للعلوم، والأكاديمية الأمريكية للفنون والعلوم .

## التعليم
تعلم في جامعة كورنيل، وجامعة ولاية كنساس

## روابط خارجية
- إرنست فوكس نيكولز على موقع إن إن دي بي (الإنجليزية)